# Mascareignite
La mascareignite est  une roche sédimentaire formée du minéral éponyme.

## Inventeur et étymologie
Décrit et nommé par le minéralogiste français Alfred Lacroix ; le nom fait référence au topotype l'archipel des Mascareignes, dont fait partie La Réunion, département d'outre-mer français du sud-ouest de l'océan Indien.

## Gîtologie
Il s'agit d'une variété d’opale formée par l'accumulation de débris végétaux riches en silice et de squelettes de diatomée. Alfred Lacroix, devant l'abondance de ce minéral, avait initialement pensé qu'il s'agissait d'accumulation de cendres volcaniques. On ne connait qu'une seule occurrence : l’île de La Réunion, notamment dans la tamarinaie des Hauts. 